# Coupe de Suisse de football 1934-1935
Navigation
Édition précédente Édition suivante
La Coupe de Suisse 1934-1935 est la dixième édition de la Coupe de Suisse, elle débute le 19 août 1934 et s'achève le 19 mai 1935 avec la victoire du Lausanne-Sports qui remporte son premier titre.

## Compétition

### Quarts de finale
Les quarts de finale ont lieu le 3 mars 1935.
| Équipe 1                | Résultat | Équipe 2            |
| ----------------------- | -------- | ------------------- |
| FC Bâle                 | 5 - 3    | FC Lugano           |
| Grasshopper Club Zurich | 2 - 3    | FC Nordstern Bâle   |
| Football Club Berne     | 2 - 0    | Servette FC         |
| Lausanne-Sports         | 8 - 0    | Urania Genève Sport |

### Demi-finales
Les demi-finales ont lieu le 22 avril 1935
| Équipe 1            | Résultat | Équipe 2          |
| ------------------- | -------- | ----------------- |
| Football Club Berne | 1 - 2    | Lausanne-Sports   |
| FC Bâle             | 2 - 3    | FC Nordstern Bâle |

### Finale
| 19 mai 1935 | Lausanne-Sports | 10 - 0  | FC Nordstern Bâle | Stade de la Pontaise, Lausanne |                     |
|             |                 | (1 - 0) |                   | Spectateurs : 8 500            | Spectateurs : 8 500 |